# Mario David (Schauspieler)
Jacques Paul Jules Marie David, genannt Mario David, (* 9. August 1927 in Charleville, Frankreich; † 29. April 1996 in Paris) war ein französischer Filmschauspieler, abonniert auf zahlreiche Nebenrollen zumeist tumber, kraftstrotzender Typen im Unterhaltungsfilm der 1950er bis 1980er Jahre.

## Leben und Wirken
David ging in der französischen Provinz zur Schule und schloss sich schon früh dem Zirkus und Varieté an, wo er mit unterschiedlichsten Aufgaben betraut wurde. So arbeitete er unter anderem als Akrobat, Dompteur und Clown. Zeitgleich betrieb er Bodybuilding, was man seinen späteren Rollen beim Film deutlich ansehen konnte. Mit Mitte zwanzig begann Mario David, der zeitgleich auch immer mal wieder Theater spielte, regelmäßig zu filmen und drehte in der Folge unter so namhaften Regisseuren wie Robert Hossein, Henri Decoin, Claude Chabrol, Philippe de Broca, Jean Renoir, Jean Girault, Costa-Gavras, Claude Zidi, Georges Lautner und Luis Buñuel mit nahezu der gesamten Riege französischer Filmstars, von Fernandel, Martine Carol und Danielle Darrieux über Alain Delon, Jean-Paul Belmondo und Jean Gabin bis hin zu Romy Schneider, Pierre Richard, Isabelle Huppert, Stéphane Audran und seit 1954 mehrfach Louis de Funès.
Dabei verkörperte David häufig einfache bis einfältige Ganoven, handfeste Kumpeltypen, aber auch schlicht gestrickte Kraftprotze mit einem Herzen aus Gold wie beispielsweise den Masseur von Funès in der turbulenten Komödie Oscar aus der Hand Édouard Molinaros, ein Stück, das David bereits mit großem Erfolg 1958 und 1959 am Theater in Paris gespielt hatte und Anfang der 1970er Jahre erneut spielen sollte. Gegen Ende seiner Karriere kehrte Mario David zu seinen Wurzeln zurück und erhielt in einem englischsprachigen, dänischen Film aus der Welt der Artisten und des Zirkus, Die fliegenden Teufel, an der Seite internationaler Stars wie Senta Berger und Erland Josephson die männliche Hauptrolle zugesprochen. David, der auch mehrere Fernsehfilme gedreht hatte, starb 68-jährig an einer Lungenembolie.

## Filmografie
- 1952: L’amour n'est pas un péché
- 1954: Das Tollste vom Tollen (Ah ! les belles bacchantes)
- 1955: Cherchez la femme
- 1955: Gas-Oil (Gas-oil)
- 1955: Pariser Luft (Cette sacrée gamine)
- 1956: Gangster, Rauschgift und Blondinen (L’Homme et l’Enfant)
- 1956: Die Wölfe (Pardonnez nos offenses)
- 1957: Anton, der Querschläger (Le Triporteur)
- 1957: Der sechste Mann (Tous peuvent me tuer)
- 1957: Die Katze (La Chatte)
- 1958: Eine Kugel im Lauf (Une balle dans le Canon)
- 1958: Der Sizilianer (Le Sicilien)
- 1958: Die Schenke der Verlockung (Guinguette)
- 1959: Nathalie spielt Geheimagentin (Nathalie, agent secret)
- 1959: Schritte ohne Spur (À double tour)
- 1959: Liebesspiele (Les Jeux de l'amour)
- 1959: Die Unbefriedigten (Les Bonnes Femmes)
- 1960: Recours en grâce
- 1960: Der Umstandskrämer (Les Tortillards)
- 1960: Speisekarte der Liebe (Les Godelureaux)
- 1961: Freuden der Großstadt (Le Tracassin)
- 1961: Sie nannten ihn Rocca (Un nommé La Rocca)
- 1961: Der Korporal in der Schlinge (Le Caporal épinglé)
- 1963: Gelegenheitsarbeiter (Les Bricoleurs)
- 1962: Der Frauenmörder von Paris (Landru)
- 1963: La Bande à Bobo
- 1964: Der Tiger liebt nur frisches Fleisch (Le tigre aime la chair fraîche)
- 1964: Flotte Jungs und Diamanten (Les Gorilles)
- 1965: Der Star von Champignol (Le caid de Champignol)
- 1965: Die tollen Abenteuer des Monsieur L. (Les Tribulations d’un chinois en Chine)
- 1966: La ligne de démarcation
- 1966: Ein Mann zuviel (Un homme de trop)
- 1967: Balduin, der Ferienschreck (Les Grandes Vacances)
- 1967: Der Verrückte aus Labor 4 (Le fou du labo IV)
- 1967: Oscar
- 1967: Der Mann mit dem Buick (L’homme à la Buick)
- 1968: Balduin, der Heiratsmuffel (Le Gendarme se marie)
- 1968: Ich laß mich nicht für dumm verkaufen (Faut pas prendre les enfants du bon dieu pour les canards sauvages)
- 1968: Das Superhirn (Le Cerveau)
- 1969: Une veuve en or
- 1969: Borsalino
- 1970: Der Riß (La rupture)
- 1970: Musketier mit Hieb und Stich (Les Mariés de l’an II)
- 1971: Alfred, die Knallerbse (Les malheurs d’Alfred)
- 1971: Der Killer und der Kommissar (Le tueur)
- 1973: Le Magnifique – ich bin der Größte (Le Magnifique)
- 1973: Wann sehen wir uns wieder, Grelu? (Ursule et Grelu)
- 1974: Bons baisers... à lundi
- 1975: Flic Story – Duell in sechs Runden (Flic Story)
- 1975: Der Zigeuner (Le Gitan)
- 1976: Drôles de zèbres
- 1977: Dieses obskure Objekt der Begierde (Cet obscur objet du désir)
- 1977: Ein irrer Typ (L’animal)
- 1978: Der Querkopf (La zizanie)
- 1978: Violette Nozière
- 1979: Louis’ unheimliche Begegnung mit den Außerirdischen (Le Gendarme et les Extra-terrestres)
- 1979: Damit ist die Sache für mich erledigt (Coup de tête)
- 1980: La Mer couleur de larmes
- 1980: Signé Furax
- 1982: Die Fantome des Hutmachers (Les fantômes du chapelier)
- 1982: Kaltes Blut (Tir groupé)
- 1983: En cas de guerre mondiale, je file à l’étranger
- 1985: Die fliegenden Teufel (De flyggande djävlarna)
- 1986: La Vie dissolue de Gérard Floque
- 1992: Das unheimliche Haus (L’inconnu dans la maison)
- 1994: Die Hölle (L’enfer)